# 0.5미리
0.5미리(0.5ミリ, 0.5mm)는 일본에서 제작된 안도 모모코 감독의 2014년 드라마 영화이다. 안도 사쿠라 등이 주연으로 출연하였다.

## 출연

### 주연
- 안도 사쿠라
- 에모토 아키라
- 사카타 토시오
- 쿠사부에 미츠코
- 츠가와 마사히코

## 제작진
- 원작자: 안도 모모코